# أرض العثمانيين (مسلسل)
أرض العثمانيين بالتركية Bir Zamanlar Osmanlı: Kıyam أي حدث في زمن العثمانيين: عصيان مسلسل تركي مدبلج باللهجة السورية تاريخي يحكي عن حقبة الخزامى و عصيان بترونا هاليل في القرن الثامن عشر الميلادي في زمن الدولة العثمانية. بث المسلسل لأول مرة على قناة مؤسسة الإذاعة والتلفزيون التركية .

## قصة المسلسل
تقوى شوكة جيش الانكشارية و نتيجة للهزيمة التي لحقوا بها يقوم الشعب والجيش بثورة، ولهذا يستغل بترونا هاليل الاوضاع لصالحه حتى ينتقم لمقتل أخيه الذي أعدم بأمر من الصدر الأعظم في ذلك الزمان. يصبح السلطان احمد بين معارض ومؤيد.

## طاقم العمل
اريام محمد
محمد عبد الله سالم
ليلى عبد الله سالم
خلود على

## روابط خارجية
- أرض العثمانيين على موقع IMDb (الإنجليزية)
- أرض العثمانيين على موقع كينوبويسك (الروسية)
- أرض العثمانيين على موقع قاعدة بيانات الفيلم (الإنجليزية)